# Christian Schreiber (Philosoph)
Christian Johann Christoph Schreiber (* 15. April 1781 in Eisenach; † 15. August 1857 in Ostheim vor der Rhön) war ein Theologe, Philologe, Philosoph und Dichter, Erziehungswissenschaftler, reichsritterschaftlich Fuldaischer, dann kurfürstlich Hessen-Kasseler Kirchenrat, Großherzoglich Sachsen-Weimar-Eisenachischer Superintendent der Diözesen Lengsfeld und Dermbach in Lengsfeld (heute: Stadtlengsfeld).

## Leben

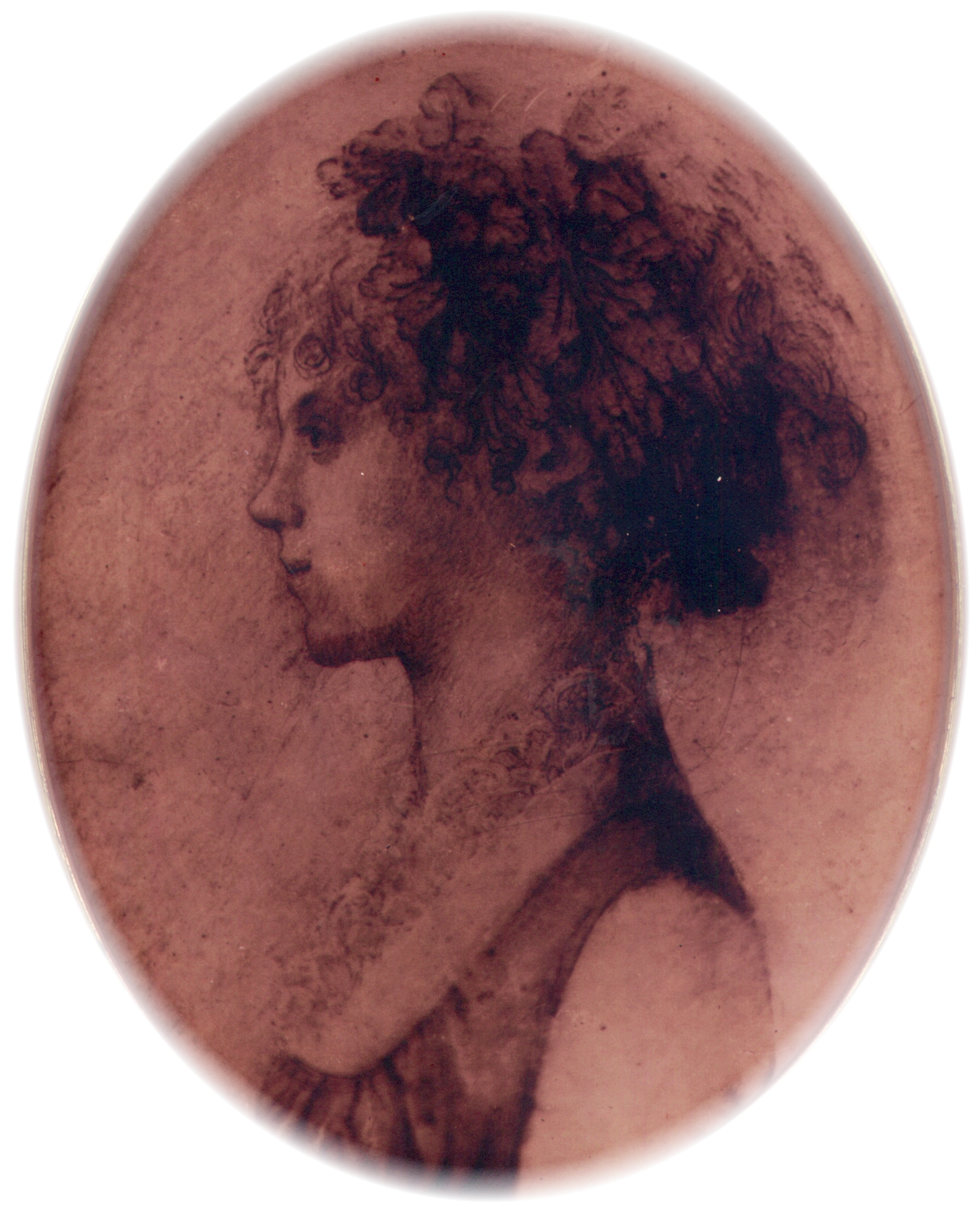
Juliane Schreiber, geb. Oettelt, Ehefrau des Christian Schreiber, Kupferstich 1806

Christian Schreiber war ein Sohn des Geometers, Herzoglich Sachsen-Eisenachischen Amts-Steuereinnehmers und späteren holländischen Schiffsleutnants Johann Friedrich Schreiber und der Dorothee, geb. Riedel. Christian wuchs in Eisenach auf, erhielt dort Privatunterricht und besuchte nach seiner Konfirmation das Hennebergische Gymnasium zu Schleusingen. Im Alter von achtzehn Jahren immatrikulierte er sich an der Universität Jena und studierte Theologie, Philosophie und Philologie. Er legte sein Examen bei dem Kulturphilosophen Johann Gottfried Herder ab, wurde als Dr. phil. promoviert und besuchte anschließend die Prediger-Akademie in Eisenach.
1806 heiratete Christian Schreiber – in seinem ersten Jahr als Kirchenbeamter – in Lengsfeld Juliane Oettelt, Tochter des Geheimen Fürstlich-Sachsen-Eisenachischen Forstrats Friedrich Wilhelm Oettelt aus Eisenach. Seine erste Frau verlor Christian Schreiber jedoch bald. Fünf Monate nach ihrem Tode vermählte er sich in zweiter Ehe 1813 in Lengsfeld mit Sophie Henriette Weitz. Aus beiden Ehen hinterließ er insgesamt drei Kinder. Zu seinen Nachkommen zählen die Ehefrau des Großherzoglich Sachsen-Weimar-Eisenachischen Landgerichtspräsidenten und Landtagspräsidenten Julius Appelius sowie deren Sohn Alfred Appelius, der ebenfalls das Amt des Präsidenten im Landtag von Sachsen-Weimar-Eisenach bekleidete.

## Wirken
Während seiner Tätigkeit als Hauslehrer der Familie von Boyneburg (1801–1803) trat er durch verschiedene theologische, lyrische sowie episch-musikalische Schriften und Poesien hervor, ermuntert von den Dichtern Jean Paul, Christoph Martin Wieland, Friedrich Schiller und dem Lyriker Friedrich von Matthisson, die er auch bat, seine Texte zu rezensieren. So schickte Jean Paul Schreibers Manuskripte mit verschiedenen Symbolen versehen zurück, die entweder „Fehler“, „gut“, „vorzüglich“ oder „hier schillerisieren Sie noch“ bedeuteten, was doch heißen sollte, dass sich Schreiber noch an die Lyrik des frühen Schillers klammerte.
Von 1803 bis 1806 hielt sich Schreiber in Eisenach als Privatier auf, verkehrte in den Zirkeln der Julie von Bechtolsheim, deren Haus er als den „Sammelplatz der angesehensten, geistvollsten und tugendhaftesten Personen“ bezeichnete. In dieser Zeit beschäftigte er sich mit verschiedenen theologischen, philosophischen und geschichtlichen Werken, arbeitete auf dem Gebiet der Ästhetik und Moralphilosophie und schrieb auf Aufforderung eines Freundes, des Buchhändlers und Musikverlegers Gottfried Christoph Härtel, deutsche Texte zu Musikstücken und Oratorien von Mozart, Haydn und Beethoven sowie diverse Rezensionen musikalischer Werke. Umgekehrt verfasste er Musikstücke zu Texten von Johann Wolfgang von Goethe.
Ab 1806 begann seine „amtliche“ Tätigkeit. Er folgte einem Ruf nach Lengsfeld in Thüringen als Oberpfarrer, Ephorus und Mitglied des Konsistoriums. Nacheinander wurde er Reichsritterschaftlich-Fuldaischer, dann Kurfürstlich-Hessen-Kasseler Kirchenrat und anschließend Großherzoglich Sachsen-Weimar-Eisenachischer Superintendent. Weiterhin wurde er Ehrenmitglied der Herzoglich Lateinischen Gesellschaft zu Jena und der Königlich Preußischen Academie gemeinnütziger Wissenschaften zu Erfurt.
Während seiner Zeit in Lengsfeld gab er verschiedene theologische Schriften, Übersetzungen und Gedichte heraus, beschäftigte sich u. a. mit Delilles Dithyrambe über die Unsterblichkeit der Seele, dem Judeneid und veröffentlichte Predigten und geistliche Reden.
Schreiber war durch Freundschaft oder engen Kontakt mit den bedeutendsten Literaten, Theologen, Philosophen, Pädagogen und Verlegern seiner Zeit verbunden: Heinrich Karl Eichstädt, Georg Joachim Göschen, Madame de Staël, August Wilhelm Schlegel, Johann Friedrich Cotta, den bereits oben erwähnten und vielen anderen mehr. Aus seinem ausgedehnten Briefwechsel sind zahlreiche Briefe in der Herzogin Anna Amalia Bibliothek Weimar von ihm erhalten, u. a. an Friedrich Rochlitz, Friedrich von Schiller, Ferdinand Gotthelf Hand, Georg Karl Friedrich Emmrich und Johann Wolfgang von Goethe.

## Werk
Obwohl Christian Schreiber im Zeitalter der späteren Aufklärung lebte, war er nicht deren Anhänger. Er zeichnete sich als echter Romantiker mit einem tiefen und betonten Hang zu Lyrik und Musik aus. Schreiber orientierte sich dabei zunächst an der Lyrik des frühen Schiller. Im Laufe seines Lebens entwickelte er seinen eigenen Weg, wobei das lyrische Element und seine Anhängerschaft an die Tradition bestimmend blieben.

## Publikationen
- Prophetisch-poetische Gemälde der Zukunft. Eine Nachbildung der Offenbarung Johannis. Wilhelm Webel, Zeitz und Naumburg 1802 (Digitalisat).[7]
- Der Harfner. Text von Johann Wolfgang von Goethe. Partitur. Breitkopf & Härtel, Leipzig 1803. Staatsbibliothek zu Berlin.
- Sechzehn Lieder. Text von Johann Wolfgang von Goethe. Partitur. Breitkopf & Härtel, Leipzig 1804. Yale University Library.
- Harmonia oder das Reich der Töne. Ein episch-musikalisches Gedicht in 3 Gesängen. Leipzig 1805. Deutsche Nationalbibliothek.[8]
- Gedichte. Erster Band. Heinrich Fröhlich, Berlin 1805. Herzogin Anna Amalia Bibliothek Digitalisat.[9]
- Gesänge. Mit Begleitung des Pianoforte. Mit Texten von Julie von Bechtolsheim, Johann Wolfgang von Goethe, Siegfried August Mahlmann, Friedrich Rochlitz, Friedrich von Schiller, Christian Schreiber, August Wilhelm Schlegel und anderen. Breitkopf & Härtel, Leipzig o. J. Newberry Library.[10]
- Ankunft und feierlicher Empfang des Durchl. Erbprinzen von Sachsen-Weimar und dessen Gemahlin, Kaiserl. Hoheit zu Eisenach und Wilhelmsthal. Journal des Luxus und der Moden. Bertuch, Weimar Juli 1805, S. 435–443.
- Kleine Schriften, Band 1, Heinrich Frölich, Berlin 1806 (Digitalisat).[11]
- Alexander in Indien. Tragödie nach Raçine. Frei übersetzt. Berlin, Weiss, 1808.[12]
- Zwölf Balladen und Lieder für Gesang und Pianoforte. Breitkopf und Härtel 1809. Brown University, Providence
- Religion. Ein Gedicht in zwey Gesängen. Carl Steudel, Gotha 1813 (Lippische Landesbibliothek Detmold, Digitalisat).[13]
- Deutschlands Fest. Ein Gedicht zum 18. Oktober 1814.
- Christliches Liederbuch. Als Beytrag zur öffentlichen und häuslichen Erbauung gesammelt und herausgegeben ..., Wittekindtsche Hofbuchhandlung, Eisenach 1816. Landesbibliothek Coburg.[14]
- Predigten, Homilieen und andere geistliche Reden. Bärecke, Eisenach 1817. Thüringer Universitäts- und Landesbibliothek[15], erschienen auch in englischer Sprache, Rudolstadt, 1817. British Library, St. Pancras.
- Harmlose Einwendungen gegen die Harmsischen Behauptungen. Von einem fränkischen Theologen. Joh.[Johann] Friedrich Bärecke, Eisenach 1818 (Digitalisat).[16]
- Sammlung auserlesener Jubel-Predigten und Gedichte. Hennings, Erfurt 1919.
- Ueber den hohen Werth der öffentlichen Gottes-Verehrung. Baerecke, Eisenach 1919. Herzogin Anna Amalia-Bibliothek, Weimar.
- Beschreibung der kirchlichen Feierlichkeiten nebst einer Sammlung von Miscellen. Hennings, Erfurt 1819 Niedersächsische Staats- und Universitätsbibliothek Göttingen
- Gesang-Buch zur öffentlichen und häuslichen Erbauung. Zweite Auflage mit einem Anhang versehen. Bärecke, Eisenach 1822. Herzogin Anna Amalia Bibliothek.
- mit Isaac Heß: Ueber den Eid der Juden. Eine Vertheidigungsschrift gegen die öffentlich aufgestellte Behauptung, daß der Eid der den Talmud befolgenden Juden nicht verbindend sey und kein Vertrauen verdiene. Mit Winken für Regierungen und Staatsbeamte in Hinsicht der Eidesabnahme .... Joh. Fr. Bärecke, Eisenach 1823 (Universitätsbibliothek Kassel, Digitalisat).[17]
- Sr. Königlichen Hoheit Carl August Grossherzog zu Sachsen-Weimar-Eisenach, ihrem gnädigen Regenten und Landesvater, am dritten September 1825 geweiht in tiefer Ehrfurcht von dem Stadtrath und der Bürgerschaft zu Eisenach. Eisenach 1825. Yale University Library.
- Die Wartburg. Baerecke, Eisenach 1847 (Herzogin Anna Amalia-Bibliothek Weimar, OCLC 247085062).
- Schiller (1805). In: Norbert Oellers (Hrsg.): Schiller, Zeitgenosse aller Epochen. Dokumente zur Wirkungsgeschichte Schillers in Deutschland, Teil I: 1782–1859. Athenäum, Frankfurt/Main 1970.

### Herausgeber
- mit Valentin Carl Veillodter und Wilhelm Hennings: Allgemeine Chronik der dritten Jubel=Feier der evangelischen Kirche: Im Jahre 1817. Hennings'sche Buchhandlung, Erfurt und Gotha 1819, Herzogin Anna Amalia Bibliothek. 
  - Erster Band, welcher die Beschreibungen der kirchlichen Feierlichkeiten ... (Digitalisat).
  - Zweiter Band, Erste Abtheilung, welcher die Jubel-Predigten enthält (Digitalisat).

### Publizierte Rezensionen und Beiträge
Die folgende Aufstellung zeigt die Publikationstätigkeit und die Themenvielfalt von Christian Schreiber in den verschiedensten zeitgenössischen Journalen und Zeitschriften auf. Sie wurde fast unverändert aus der Quelle übernommen.:
- Rezensionen (von 1803 bis 1805) zu den Gothaer Gelehrten Zeitungen; (von 1805–1831) zur Allgemeinen Halleschen Literatur Zeitung; (von 1804–1828) zu der Allgemeinen Musikalischen Zeitung; von 1820 bis 1831 zu der Leipziger Literatur Zeitung und anderen kritischen Journalen.
- Weitere Beiträge (in Poesie und Prosa) zum Reformat. Almanach; zur Rheinischen Flora; zum Taschenbuch der Liebe und Freundschaft von Stephan Schütze; zu mehreren Almanachen; zur Iris; zur Hermione; zur Selitha (Jahrbuch christlicher Andacht für religiös gebildete Frauen und Töchter von Gerhard Friederich); zu den Zeitbildern von Oehler (Beilage zur Zeitung der freien Stadt Frankfurt 1830); zu der Allgemeinen Kirchenzeitung; zur Dorfzeitung (anonym); zum Allgemeinen Anzeiger der Deutschen; zu der Predigt-Sammlung für die Gemeinde Mühlhausen; zum Homiletischen Repertorium v. J. Hörner (Verlag Heinrichshofen, Magdeburg 1833) und anderen neueren und neuesten belletristischen und theologischen Zeitschriften (von 1817 bis 1831)
- Beiträge (in Poesie und Prosa) zu: Ernst und Scherz, herausgegeben von Carlieb Helwig Merkel; zu dem Freimüthigen, herausgegeben von August von Kotzebue und Merkel; zu der Zeitung für die elegante Welt, herausgegeben von Mahlmann; zu der Allgemeinen Musikalischen Zeitung, herausgegeben von Johann Friedrich Rochlitz; zu der bei Georg Joachim Göschen herausgekommenen Zeitung für Frauen; zu Cotta'schen Almanach für Damen; zu Cottas Morgenblatt für gebildete Stände, zu den Thüringischen Erholungen, und anderen Blättern (1803–1819.)